# Клен (риба)
Клен (лат. Leuciscus cephalus) слатководна је риба која припада фамилији шаран (Cyprinidae).

## Опис и грађа
Клен има издужено и снажно тело, дужине до 60 cm, са крупном главом и већим устима којима усисава храну. Боја тела му прелази нијансе од мркозелене преко сиве до потпуно црне, а бокови су му сребрнасти, трбух бео. Код старијих примерака трбух, временом добија наранџастоцрвену боју. Просечно је тежак  500 грама, нарасте до масе од 4 kg.

## Навике, станиште, распрострањеност
Клен је риба која настањује воде средње брзих токова, бистре, чисте, и то у нижим деловима водених токова, у дубоким вировима или на прелазима из вира у вир, на местима са тврдом каменитом дном. Он спада у шаранске врсте риба и насељава скоро цео европски континент осим скандинавског подручја, а како је изузетно прилагодљива врста, можемо га наћи чак и у Балтичком мору. 

## Размножавање
Клен се мрести у мају и јуну, када женка положи од 50.000 до 200.000 јајашаца у плићаку на шљунковитом и биљем обраслом дну. У почетку млађ живи у јатима и храни се планктонима и воденим биљем, а касније се јеловник проширује, па клен једе и воће које расте у приобалном појасу. Мужјак, у време парења добија тамне пеге по телу, а боја пераја прелази у црвено.